# Жалтырша (озеро)
Жалтырша (каз. Жалтырша) — озеро в Жамбылском районе Северо-Казахстанской области Казахстана. Находится в 14 км к югу от села Макарьевка.
По данным топографической съёмки 1944 года, площадь поверхности озера составляет 1,09 км². Наибольшая длина озера — 1,7 км, наибольшая ширина — 1,2 км. Длина береговой линии составляет 4,4 км, развитие береговой линии — 1,18. Озеро расположено на высоте 155,4 м над уровнем моря.